# Pokrycie dachowe
Pokrycie dachowe – zewnętrzna warstwa dachu, narażona na działanie warunków atmosferycznych. Pokrycia można wykonać zarówno  z materiałów naturalnych oraz sztucznych różniących się od siebie wieloma charakterystykami.

## Naturalne pokrycia dachowe
Zalicza się do nich:
- Pokrycia z drewna

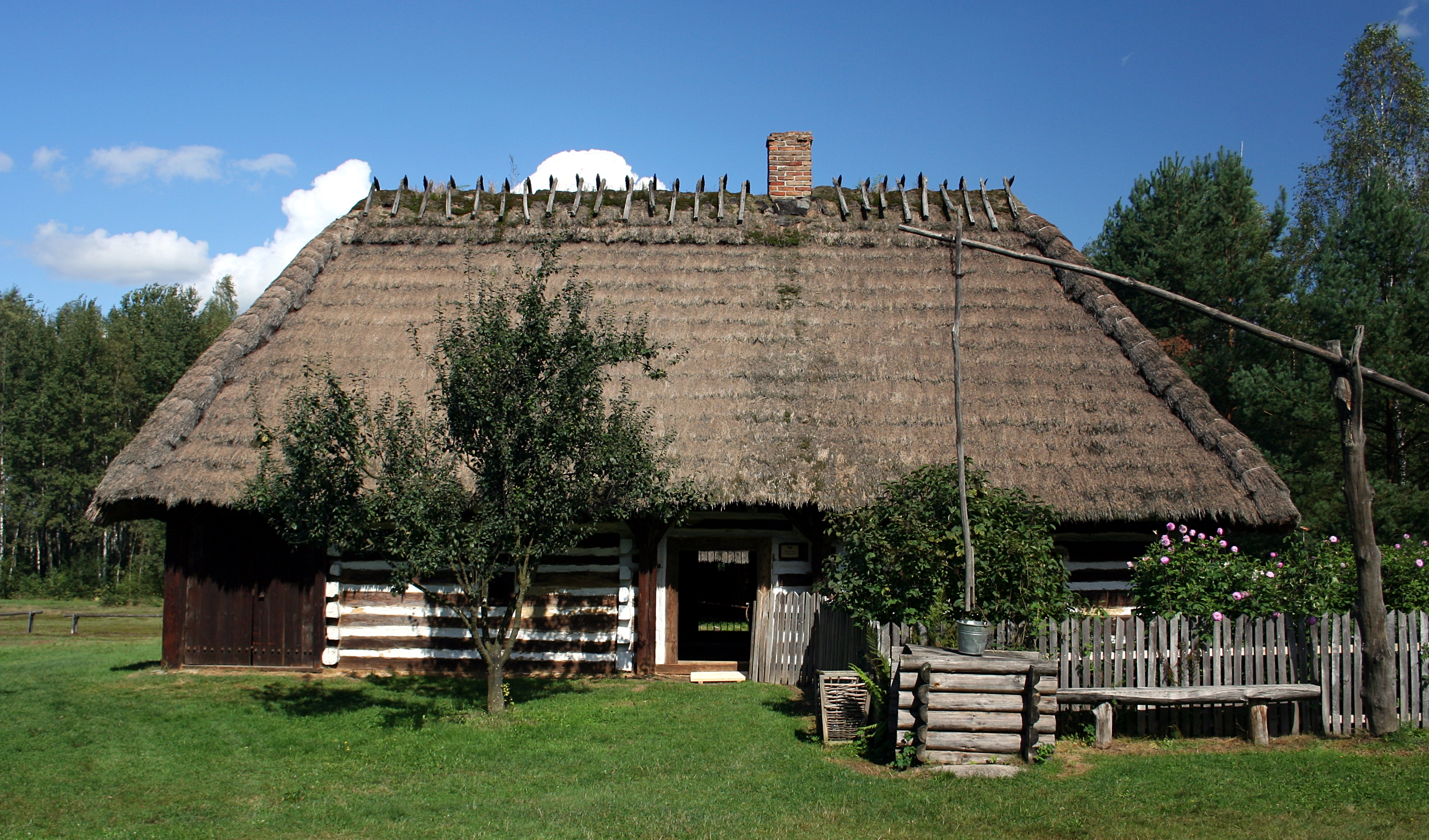
Strzecha słomiana (Kolbuszowa, Polska)

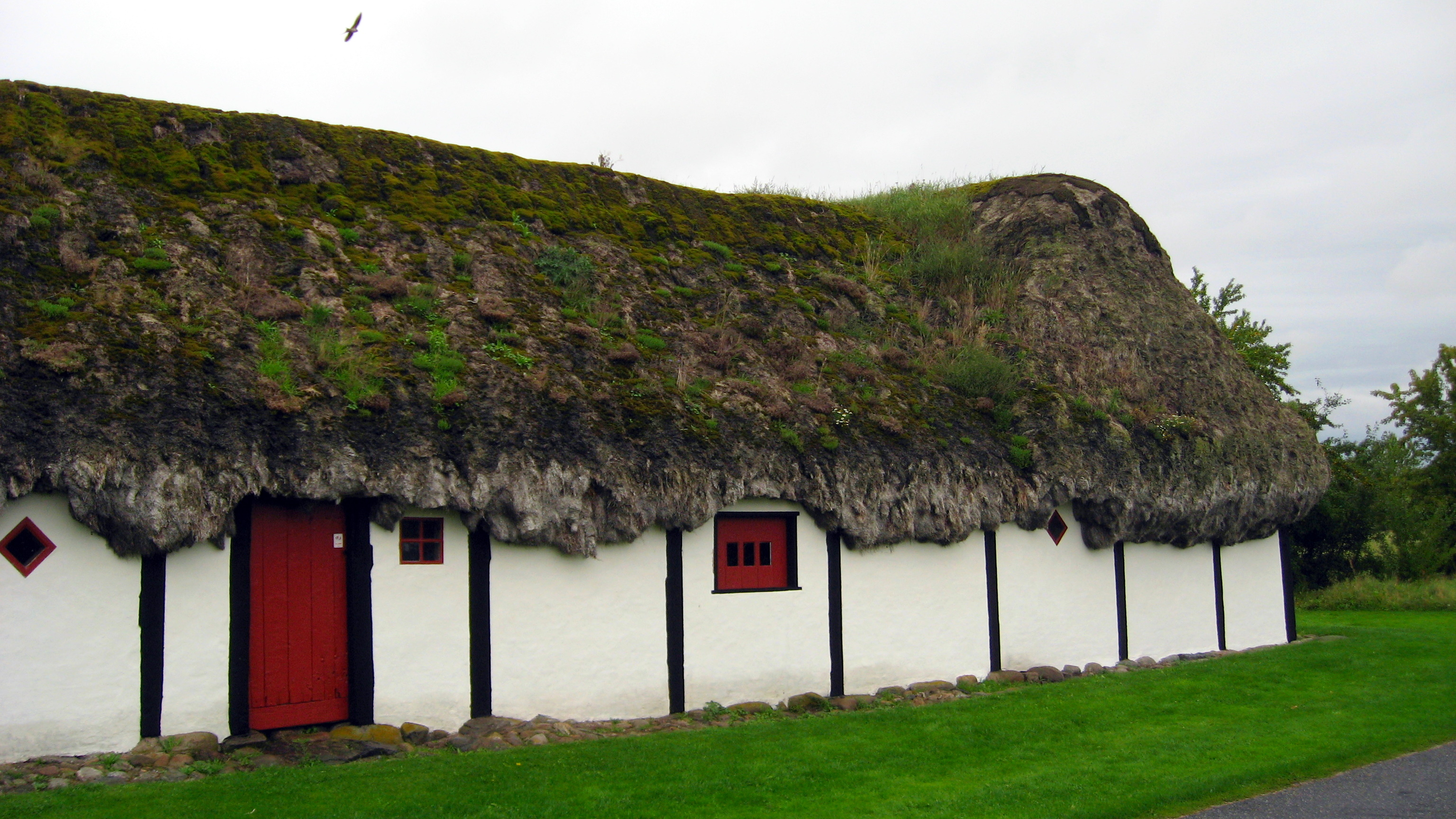
Strzecha z wodorostów (Læsø, Dania)

  - gont drewniany – to deszczułki w kształcie klina mają one długości 40–60 cm, szerokości 6–10 cm i grubości 1,5 cm. Wykonuje się go z jodły, sosny, modrzewia, dębu, kanadyjskiego lub cedru. Drewno można pociąć maszyną (gonty cięte) lub łupać ręcznie (gonty łupane),
  - wióry osikowe – to cienkie ok. 0,5 cm płaty długości 30–60 cm i szerokości 6–8 cm. Jeśli wióry są dobrze ułożone i zaimpregnowane, ich trwałość wynosi ok. 40 lat. Warunkiem tak długiej wytrzymałości pokrycia jest, że dom nie stoi w otoczeniu drzew, których liście zalegając na pokryciu mogą je zniszczyć nawet w ciągu kilku lat,
  - dranica – pokrycie z desek drewnianych o większej długości

- strzecha – pokrycie znane od wieków, a obecnie stosowane w udoskonalonej wersji – zabezpieczonej środkami ogniochronnymi. Prawidłowo wykonana strzecha ma bardzo dobre właściwości akustyczne i termoizolacyjne
  - słoma – podstawowy materiał używany dawniej na wsi do budowy strzechy
  - trzcina – materiał naturalny, służący do wykonania strzechy,

- Pokrycia z kamienia
  - łupek – to rodzaj naturalnej kamiennej dachówki, od setek lat stosowanej do krycia dachów. Pokrycie z płytek kamiennych, przytwierdzanych do desek ułożonych na więźbie, dość ciężkie. Stosowane w rejonach w pobliżu złoży łupka (Francja, Wielka Brytania, Skandynawia),

- tzw. zielony dach – warstwa roślinności na podłożu organicznym, ułożona na płycie żelbetowej i warstwach izolacji. Jest to pokrycie ciężkie i wymagające dużej dokładności wykonania, stosowane dla uatrakcyjnienia bryły budynku.

## Sztuczne pokrycia dachowe
- dachówka – pokrycie układane z elementów ceramicznych lub cementowych, popularny w tradycyjnym budownictwie. Stosuje się dachówki różnych kształtów i kolorów, w zależności od technologii wypalania i dodanych barwników.
- blacha dachowa – blacha miedziana lub stalowa ocynkowana, niekiedy dodatkowo powlekana tworzywem sztucznym, np. poliestrem). Arkusze blachy dachowej układa się na deskowaniu i zagina na łączeniach. Odmianą blachy dachowej jest blacha trapezowa, blacha płaska oraz blachodachówka.[1]
- gont bitumiczny (dachówka bitumiczna) – to pasy modyfikowanej papy asfaltowej, powycinane w prostokąty, trójkąty, trapezy, sześciokąty. Ze względu na to, że mają małe wymiary i są elastyczne, poleca się je na strome, skomplikowane, łamane dachy.
- papa – pokrycie stosowane na dachy o małym spadku i stropodachy. Jest to materiał tani i dający możliwość szybkiego ułożenia, ale niezbyt estetyczny i o niewielkiej trwałości. Stosowany zwłaszcza na budynki tymczasowe, w wypadku stropodachów pokrycie papą obecnie wypierane jest przez bezspoinowe masy bitumiczne.
- eternit – pokrycie uważane za bardzo szkodliwe dla zdrowia człowieka ze względu na zawartość azbestu.
- nylon dekarski – pokrycie dachowe stworzone na bazie elastycznych polimerów. Łączy on w sobie cechy samodzielnej powłoki dachowej oraz materiału do naprawy dachów.
- powłoki natryskowe – wodne emulsje elastomerowe, po nałożeniu tworzące jednolite, elastyczne pokrycie dachowe. Cechuje je długa żywotność, szybkość aplikacji i możliwość stosowania na wszystkich rodzajach już istniejących pokryć dachów płaskich i stromych.